# Yōnosuke Natori
Yônosuke Natori (名取 洋之助, (3 septembre 1910 - 23 novembre 1962)  est un photographe japonais, fondateur du « Nippon Studio » (Nippon Kôbô en japonais) et éditeur du magazine international Nippon (Japon). 
Avec son studio et son magazine, Yônosuke Natori introduit au Japon les techniques et le design avant-gardiste qu’il a étudiés en Allemagne.

## Biographie
Né à Tokyo le 3 septembre 1910, Natori a étudié à l’école Keio. Son diplôme obtenu, il s’installe à Munich avec sa mère, où il entre à l'école des métiers de l’art. Il s’intéresse à la photographie et acquiert en 1931 un appareil photo Leica. Plus tard la même année, il obtient un contrat, en tant que photographe pour la compagnie Ullstein. En 1933, il est envoyé en Mandchourie pour couvrir l’incident de Mukden. Après la fin des hostilités, Natori rentre au Japon et fonde le premier Nihon Kōbō puis le second, avant de travailler à son magazine Nippon. Il se rend à Berlin pour les Jeux olympiques d'été de 1936, puis se rend directement aux États-Unis. En 1937, il devient le premier photographe japonais en contrat avec le magazine Life, où il publie des photos de soldats japonais.
Pendant la Seconde Guerre mondiale, Natori, retourne au Japon et dans la Chine sous occupation nippone et participe à divers programmes de propagande.
En 1947, il fonde Shūkan San Nyūsu, inspiré de Life et d’autres magazines occidentaux. L’aventure s’arrête deux années plus tard. Dans les années 1950, il voyage à de nombreuses reprises en Chine et en Europe. Il y fait des photos de sculpture et d’architecture romanesque.
Il décède à Tokyo le 23 novembre 1962.

## Albums de Natori (sélection)
- Grosses Japan. Berlin : Karl Specht, 1937.
- Iwanami Shashin Bunko (岩波写真文庫?). Tokyo : Iwanami.
  - 5. Amerikajin (アメリカ人?). 1950.
  - 6. Amerika (アメリカ人?). 1950.
  - 8. Shashin (写真?). 1950.
  - 144. Nagano-ken: Shin-fudoki (長野県：新風土記?). 1955.
  - 150. Wakayama-ken: Shin-fudoki (和歌山県：新風土記?). 1955.
  - 153. Ōita-ken: Shin-fudoki (大分県：新風土記?). 1955.
  - 156. Kanagawa-ken: Shin-fudoki (神奈川県：新風土記?). 1955.
  - 164. Ehime-ken: Shin-fudoki (愛媛県：新風土記?). 1955.
  - 170. Shiga-ken: Shin-fudoki (滋賀県：新風土記?). 1955.
  - 173. Chiba-ken: Shin-fudoki (千葉県：新風土記?). 1955.
  - 234. Okayama-ken: Shin-fudoki (岡山県：新風土記?). 1957.
- Atarashii shashinjutsu (新しい写真術?). Foto Raiburarī 3. Tokyo : Keiyūsha, 1955.
- Sunappu (スナップ?). Asahi Camera Kōza. Tokyo : Asahi Shinbunsha, 1956.
- Kumi shashin no tsukurikata (組写真の作り方?). Tokyo : Keiyūsha, 1956.
- Bakusekizan sekkuri (麦積山石窟?). Tokyo : Iwanami, 1957.
- Romanesuku: Seiyōbi no shigen (ロマネスク：西洋美の始源?). Tokyo : Keiyūsha, 1962. Recueil de photographies en noir et blanc ((et un tout petit nombre de photographies en couleurs) de l'ornement architectural, de la peinture, de la statuaire etc. romans. Texte de Munemoto Yanagi (柳宗玄?), Yanagi Munemoto) - et légendes uniquement en japonais.
- Ningen dōbutsu mon'yō: Romanesuku bijutsu to sono shūhen (人間動物文様：ロマネスク美術とその周辺?). Tokyo : Keiyūsha, 1963. Recueil de photographies en noir et blanc) de l'ornement architectural, de la peinture, de la statuaire etc. romans ainsi que de leurs précurseurs. Texte de Sahoko Tsuji (辻佐保子?), Tsuji Sahoko) et légendes uniquement en japonais.
- Shashin no yomikata (写真の読みかた?). Iwanami Shinsho. Tokyo : Iwanami, 1973.
- Natori Yōnosuke no shigoto: Dainihon (名取洋之助の仕事＝大日本?). Tokyo : Seibu Bijutsukan, 1978.
- Amerika 1937 (アメリカ1937?). Tokyo : Kōdansha, 1992.  (ISBN 4-06-205689-5).
- Natori Yōnosuke (名取洋之助?). Nihon no Shashinka. Tokyo : Iwanami, 1998.  (ISBN 4-00-008358-9).
- Doitsu 1936-nen (ドイツ・1936年?). Tokyo : Iwanami, 2006.  (ISBN 4-00-008083-0).

## Livres sur Natori
- Ishikawa Yasumasa (石川保昌). Hōdō shashin no seishun jidai: Natori Yōnosuke to nakamatachi (報道写真の青春時代：名取洋之助と仲間たち). Tokyo : Kōdansha, 1991.
- Mikami Masahiko (三神真彦). Wagamama ippai Natori Yōnosuke (わがままいっぱい名取洋之助). Tokyo : Chikuma Shobō, 1988.  (ISBN 4-480-82243-7).
- Nakanishi Teruo (中西昭雄). Natori Yōnosuke no jidai (名取洋之助の時代). Tokyo : Asahi Shinbunsha, 1981.
- (ja). Jinbo Kyōko (神保京子). Natori Yōnosuke. Nihon shashinka jiten(日本写真家事典) / 328 Outstanding Japanese Photographers. Kyoto: Tankōsha, 2000. p. 239.  (ISBN 4-473-01750-8).

## Autres livres avec des clichés de Natori
- Dokyumentarī no jidai: Natori Yōnosuke, Kimura Ihee, Domon Ken, Miki Jun no shashin kara (ドキュメンタリーの時代：名取洋之助・木村伊兵衛・土門 拳・三木淳の写真から) / The Documentary Age: Photographs by Natori Younosuke, Kimura Ihee, Domon Ken, and Miki Jun, musée métropolitain de photographie de Tokyo, 2001. Catalogue d'exposition. Le livre reproduit 16 des photographies de Natori des États-Unis. Légendes en japonais et en anglais, le reste du texte en japonais seulement.